# Litoria rubrops
Litoria rubrops és una espècie de granota que viu a Papua Nova Guinea.